# Zaghnal
Der Zaghnal  ist ein indischer Streithammer bzw. Streitaxt.

## Beschreibung
Der Zaghnal hat eine spitze, zweischneidige, dolchähnliche Klinge. Die Klinge ist je nach Version gerade oder leicht gebogen und hat meist einen Mittelgrat. Die bei den europäischen Streitäxten auf der entgegengesetzten Seite der Klinge vorhandene Hammerfläche ist beim Zaghnal meist durch schmückende Ornamente ersetzt. Als Verzierung dient oft die Figur eines Elefanten oder eines Gebäudes. Der Schaft besteht in der Regel aus Holz oder Stahl. Der Zaghnal ist für den Einsatz zu Fuß oder zu Pferd gedacht.